# 아제르바이잔 마나트
아제르바이잔 마나트(아제르바이잔어: Azərbaycan Manatı 아자르바이잔 마나트, 튀르키예어: Yeni Manat 예니 마나트[*], 기호: ₼)는 아제르바이잔의 통화이다. ISO 4217 부호로는 AZN이다.
아제르바이잔 민주 공화국과 아제르바이잔 소비에트 사회주의 공화국은 1910년에서 1923년까지 독자적인 화폐를 발행했다. 2013년에는 아제르바이잔 마나트 기호(₼)가 제정되었다.

## 어원
"마나트"(manat)라는 단어는 페르시아어 "munāt"와 "동전"을 뜻하는 러시아어 "монета"(모네타)에서 유래했다. 아제르바이잔어(манат)와 투르크멘어에서는 소련 통화의 이름으로 사용되었다.

## 첫 번째 루블, 1919–1923
아제르바이잔 민주공화국과 그 뒤를 이은 아제르바이잔 소비에트 사회주의 공화국은 1919년과 1923년 사이에 자국 통화를 발행했다. 아제르바이잔어에서는 마나트(منات)로, 러시아어에서는 루블(рубль)로 불렸으며, 지폐에는 두 언어로(때로는 프랑스어로도) 쓰여 있었다. 

## 같이 보기
- 투르크메니스탄 마나트